# エミリオ・ロバ
株式会社エミリオ・ロバは、アートフラワーデザイン販売をする会社。 

## 解説
アートフラワーブランドエミリオ・ロバは、「花の彫刻家」と称されるエミリオ・ロバ氏が創設、自然のかたちを尊重したシンプル・モダンなスタイルが特徴。デザイナー エミリオ・ロバはイタリア人アーティストの家庭に生まれ、パリのボザールアートスクールで学んだのち花の世界で美を追究、情熱を注いできました。あるときの蘭との出会いがロバのインスピレーションをより開花させ、パリ国立自然博物館における蘭のデコレーションがファッションデザイナーピエール・ピエール・カルダンの目に留まり実現したマキシム・ド・パリでの出店や、フランス大統領専用機の装飾を通じて 『花の彫刻家』 と称されるようになりました。今日では胡蝶蘭がロバを代表するエンブレムとなっています。

## 沿革
- 1990年代 - イトキン株式会社とパートナーシップを締結
- 2021年4月 - 株式会社エミリオ・ロバ設立
- 2021年7月 - 株式会社ベル・フルールに事業譲渡[1]

## 事業内容
- アートフラワー販売
- 通信販売事業
- 法人向けリース事業